# Lise Rønne
Lise Rønne (Viborg, 1 november 1978) is een Deense televisiepresentatrice.

## Biografie
Rønne is het meest bekend in Denemarken doordat ze viermaal de Deense versie van de X-Factor en het Dansk Melodi Grand Prix 2011, de Deense preselectie voor het Eurovisiesongfestival, heeft gepresenteerd. Op 4 februari 2014 werd bekendgemaakt dat Rønne samen met Nikolaj Koppel en Pilou Asbæk het Eurovisiesongfestival 2014 zou presenteren.